# Svetozar Stanković (arheolog)
Svetozar Stanković (Ćuprija, 1948 - avgust 1996) bio je srpski arheolog, stručnjak za balkanski neolit i dugogodišnji saradnik Odeljenja za arheologiju Filozofskog fakulteta u Beogradu.

## Biografija
Gimnaziju je završio u Ćupriji, a Filozofski fakultet u Beogradu. Od 1981. godine član je Odeljenja za arheologiju Filozofskog fakulteta u Beogradu, zaposlen u Arheološkoj zbirci kao stručni saradnik, a kasnije po doktoriranju 1994. godine unapređen je u zvanje naučnog saradnika.
U srpskoj arheologiji ostavio je dubok trag, o čemu govori opus njegovih radova, kao i velika terenska aktivnost. Duga je lista arheoloških nalazišta na kojima je radio, bilo kao član istraživačkih ekipa ili kao samostalni rukovodilac, stalno tragajući za novim izazovima koje pružaju arheološka otkrića. Ovo nagomilano iskustvo pomoglo mu je da duboko prodre u tajne arheološke nauke, uvek insistirajući na modernom metodološkom pristupu i inovacijama koje on donosi. Među prvima je shvatio preimućstvo i korist kompjuterske obrade podataka koju je široko primenjivao u svojim istraživanjima. Nikada se u metodološkom pristupu nije zadovoljavao prosečnim ili dovoljnim već apsolutnim.
Takođe je važio za izvanrednog organizatora rada na terenu, bilo da se odnosilo na proces i dinamiku istraživanja ili na organizovanje života ekipe, pri čemu se stalno trudio da svojim saradnicima obezbedi što bolje i prijatnije uslove rada i boravka. U svojim istraživanjima nesebično je obučavao studente od kojih je stvarao prave specijaliste za određene poslove vezane za terenska iskopavanja.
Svoj puni stručni i naučni doprinos pružio je u istraživanju više praistorijskih i antičkih lokaliteta na području Donjeg Đerdapa (Lepenski Vir) - Ušće Kameničkog potoka, Knjepište, Mora Vagei, Borđej (Vinčanska kultura), kao i istraživanjem nalazišta sa teritorija opština Trstenik - Stragari, Lađarište, Blagotin. Ovde treba naročito istaći njegov jedinstveni rad na istraživanju lokaliteta Blagotin.
Posedovao je izuzetan umetnički talenat koji je pretočio u brojne arheološke publikacije slikajući tušem predmete u njihovoj punoj verodostojnosti. Važio je za jednog od vrhunskih ilustratora u jugoslovenskoj arheologiji, čiji su radovi predstavljali uzor mlađim kolegama koji su pronicali u tajne ilustrovanja arheoloških nalaza.
Svetozar Stanković bio je oštrouman čovek, izvanrednog i raskošnog duha. Sa preranom i iznenadnom smrću Svetozara Stankovića, stalo se sa arheološkim iskopavanjima na području Blagotina, a obustavljena je i inovatorska ideja studentskih arheoloških kampova. Doktorat koji je ovaj vrsni pedagog i naučnik napisao na temu arheološkog nalazišta Blagotin, nepravedno je zaboravljen i zapostavljen. Bilo je nekoliko pokušaja da se njegov naučni rad prikaže široj javnosti kroz edukativne izložbe, ali na tome je sve ostalo. Treba sačekati neko buduće vreme u kome će nauka i umetnost imati mesto koje i zaslužuje.

## Spoljašnje veze
- na veb-sajtu  (jezik: engleski)